# Godaften, Hr. Wallenberg
Godaften, Hr. Wallenberg er en svensk dramafilm fra 1990 instrueret af Kjell Grede. Filmen fik premiere den 5. oktober 1990.

## Handling
Skildring af Raoul Wallenbergs sidste uger i Budapest i december/januar 1944-45 og hans vanskelige og mere og mere desperate forsøg på at redde de 65.000 mennesker, der var indespærret i ghettoen og blot afventede den endelige tilintetgørelse.

## Medvirkende (i udvalg)
- Stellan Skarsgård som Raoul Wallenberg
- Katharina Thalbach som Maria
- Károly Eperjes som Szamosi
- Erland Josephson som rabbiner
- Bengt Eklund som gæst hos rabbineren
- Jesper Christensen som officer
- Ivan Desny som Schmidthuber
- Géza Balkay som Vajna
- Percy Brandt som svensk ambassadør
- Tomas Norström som Andersson

## Udmærkelser
I 1991 vandt filmen fire Guldbagge-priser for henholdsvis bedste film, bedste instruktør, bedste manuskript og bedste fotografering.